# 1999–2000-es UEFA-bajnokok ligája (egyenes kieséses szakasz)
Az 1999–2000-es UEFA-bajnokok ligája egyenes kieséses szakasza 2000. április 4-én kezdődött, és május 24-én ért véget a Saint Denis-i Stade de France stadionban rendezett döntővel. Az egyenes kieséses szakaszban az a 8 csapat vett részt, amelyek a második csoportkörben a saját csoportjuk első két helyének valamelyikén végeztek.

## Lebonyolítás
A döntő kivételével mindegyik mérkőzés oda-visszavágós rendszerben zajlott. A két találkozó végén az összesítésben jobbnak bizonyuló csapatok jutottak tovább a következő körbe. Ha az összesítésnél az eredmény döntetlen volt, akkor az idegenben több gólt szerző csapat jutott tovább. Amennyiben az idegenben lőtt gólok száma is azonos volt, akkor 30 perces hosszabbítást rendeztek a visszavágó rendes játékidejének lejárta után. Ha a 2×15 perces hosszabbításban gólt/gólokat szerzett mindkét együttes, és az összesített állás egyenlő volt, akkor a vendég csapat jutott tovább idegenben szerzett góllal/gólokkal. Gólnélküli hosszabbítás esetén büntetőpárbajra került sor. A döntőt egy mérkőzés keretében rendezték meg.

## Résztvevők
| Csoport   | Csoportelső       | Csoportmásodik |
| --------- | ----------------- | -------------- |
| A csoport | FC Barcelona      | FC Porto       |
| B csoport | Manchester United | Valencia CF    |
| C csoport | Bayern München    | Real Madrid    |
| D csoport | Lazio             | Chelsea        |

## Ágrajz
|  | Negyeddöntők      | Negyeddöntők      | Negyeddöntők   | Negyeddöntők   | Negyeddöntők |   |             | Elődöntők   | Elődöntők | Elődöntők | Elődöntők | Elődöntők |  |  | Döntő | Döntő | Döntő |  |
|  |                   |                   |                |                |              |   |             |             |           |           |           |           |  |  |       |       |       |  |
|  | Real Madrid       | Real Madrid       | 0              | 3              | 3            |   |             |             |           |           |           |           |  |  |       |       |       |  |
|  | Real Madrid       | Real Madrid       | 0              | 3              | 3            |   |             |             |           |           |           |           |  |  |       |       |       |  |
|  | Manchester United | Manchester United | 0              | 2              | 2            |   |             |             |           |           |           |           |  |  |       |       |       |  |
|  | Manchester United | Manchester United | 0              | 2              | 2            |   | Real Madrid | Real Madrid | 2         | 1         | 3         |           |  |  |       |       |       |  |
|  |                   |                   |                |                |              |   | Real Madrid | Real Madrid | 2         | 1         | 3         |           |  |  |       |       |       |  |
|  |                   |                   | Bayern München | Bayern München | 0            | 2 | 2           |             |           |           |           |           |  |  |       |       |       |  |
|  | FC Porto          | FC Porto          | Bayern München | Bayern München | 0            | 2 | 2           | 1           | 1         | 2         |           |           |  |  |       |       |       |  |
|  | FC Porto          | FC Porto          |                |                |              |   |             |             |           | 2         |           |           |  |  |       |       |       |  |
|  | Bayern München    | Bayern München    | 1              | 2              | 3            |   |             |             |           |           |           |           |  |  |       |       |       |  |
|  | Bayern München    | Bayern München    | 1              | 2              | 3            |   | Real Madrid | Real Madrid | 3         |           |           |           |  |  |       |       |       |  |
|  |                   |                   |                |                |              |   |             |             |           |           |           |           |  |  |       |       |       |  |
|  |                   |                   | Valencia CF    | Valencia CF    | 0            |   |             |             |           |           |           |           |  |  |       |       |       |  |
|  | Valencia CF       | Valencia CF       | Valencia CF    | Valencia CF    | 0            | 5 | 0           | 5           |           |           |           |           |  |  |       |       |       |  |
|  | Valencia CF       | Valencia CF       |                |                |              |   |             | 5           |           |           |           |           |  |  |       |       |       |  |
|  | Lazio             | Lazio             | 2              | 1              | 3            |   |             |             |           |           |           |           |  |  |       |       |       |  |
|  | Lazio             | Lazio             | 2              | 1              | 3            |   | Valencia CF | Valencia CF | 4         | 1         | 5         |           |  |  |       |       |       |  |
|  |                   |                   |                |                |              |   | Valencia CF | Valencia CF | 4         | 1         | 5         |           |  |  |       |       |       |  |
|  |                   |                   | FC Barcelona   | FC Barcelona   | 1            | 2 | 3           |             |           |           |           |           |  |  |       |       |       |  |
|  | Chelsea           | Chelsea           | FC Barcelona   | FC Barcelona   | 1            | 2 | 3           | 3           | 1         | 4         |           |           |  |  |       |       |       |  |
|  | Chelsea           | Chelsea           |                |                |              |   |             |             |           | 4         |           |           |  |  |       |       |       |  |
|  | FC Barcelona      | FC Barcelona      | 1              | 5              | 6            |   |             |             |           |           |           |           |  |  |       |       |       |  |

## Negyeddöntők
| 1. csapat   | Össz.Tooltip Aggregate score | 2. csapat         | 1. mérk. | 2. mérk.   |
| ----------- | ---------------------------- | ----------------- | -------- | ---------- |
| Real Madrid | 3–2                          | Manchester United | 0–0      | 3–2        |
| FC Porto    | 2–3                          | Bayern München    | 1–1      | 1–2        |
| Chelsea     | 4–6                          | FC Barcelona      | 3–1      | 1–5 (h.u.) |
| Valencia CF | 5–3                          | Lazio             | 5–2      | 0–1        |

### 1. mérkőzések
Az időpontok helyi idő szerint értendők.
| 2000. április 4. 19:45 |

| FC Porto   | 1–1               | Bayern München |
| ---------- | ----------------- | -------------- |
| Jardel 47' | (0–0) Jegyzőkönyv | Sérgio 80'     |

| Estádio das Antas, Porto Nézőszám: 20 125 Játékvezető: Nikolai Levnikov (orosz) |

| 2000. április 4. 20:45 |

| Real Madrid | 0–0         | Manchester United |
| ----------- | ----------- | ----------------- |
|             | Jegyzőkönyv |                   |

| Santiago Bernabéu Stadium, Madrid Nézőszám: 70 000 Játékvezető: Gilles Veissiere (francia) |

| 2000. április 5. 20:45 |

| Valencia CF                                     | 5–2               | Lazio                 |
| ----------------------------------------------- | ----------------- | --------------------- |
| Angulo 2' Gerard 4' 40' 80' Claudio López 90+1' | (3–1) Jegyzőkönyv | Inzaghi 28' Salas 87' |

| Estadio Mestalla, Valencia Nézőszám: 48 000 Játékvezető: Kim Milton Nielsen (dán) |

| 2000. április 5. 19:45 |

| Chelsea              | 3–1               | FC Barcelona |
| -------------------- | ----------------- | ------------ |
| Zola 30' Flo 34' 38' | (3–0) Jegyzőkönyv | Figo 64'     |

| Stamford Bridge, London Nézőszám: 34 000 Játékvezető: Markus Merk (német) |

### 2. mérkőzések
| 2000. április 18. 20:45 |

| FC Barcelona                                                    | 5–1 (h. u.)                 | Chelsea |
| --------------------------------------------------------------- | --------------------------- | ------- |
| Rivaldo 24' 99' (11-esből) Figo 45' D. García 83' Kluivert 104' | (2–0, 3–1, 5–1) Jegyzőkönyv | Flo 60' |

| Camp Nou, Barcelona Nézőszám: 80 000 Játékvezető: Anders Frisk (svéd) |

| 2000. április 18. 20:45 |

| Lazio     | 1–0               | Valencia CF |
| --------- | ----------------- | ----------- |
| Verón 52' | (0–0) Jegyzőkönyv |             |

| Olimpiai Stadion, Róma Nézőszám: 57 000 Játékvezető: Dick Jol (holland) |

| 2000. április 19. 19:45 |

| Manchester United                  | 2–3               | Real Madrid                    |
| ---------------------------------- | ----------------- | ------------------------------ |
| Beckham 64' Scholes 88' (11-esből) | (0–1) Jegyzőkönyv | Keane 21' (öngól) Raúl 50' 52' |

| Old Trafford, Manchester Nézőszám: 61 000 Játékvezető: Pierluigi Collina (olasz) |

| 2000. április 19. 20:45 |

| Bayern München               | 2–1               | FC Porto   |
| ---------------------------- | ----------------- | ---------- |
| Paulo Sérgio 15' Linke 90+3' | (1–0) Jegyzőkönyv | Jardel 90' |

| Olympiastadion, München Nézőszám: 47 000 Játékvezető: Hugh Dallas (skót) |

## Elődöntők
| 1. csapat   | Össz.Tooltip Aggregate score | 2. csapat      | 1. mérk. | 2. mérk. |
| ----------- | ---------------------------- | -------------- | -------- | -------- |
| Valencia CF | 5–3                          | FC Barcelona   | 4–1      | 1–2      |
| Real Madrid | 3–2                          | Bayern München | 2–0      | 1–2      |

### 1. mérkőzések
| 2000. május 2. 20:45 |

| Valencia CF                                                | 4–1               | FC Barcelona           |
| ---------------------------------------------------------- | ----------------- | ---------------------- |
| Angulo 10' 43' Mendieta 47' (11-esből) Claudio López 90+2' | (2–1) Jegyzőkönyv | Pellegrino 27' (öngól) |

| Estadio Mestalla, Valencia Nézőszám: 48 000 Játékvezető: Urs Meier (svájci) |

| 2000. május 3. 20:45 |

| Real Madrid                    | 2–0               | Bayern München |
| ------------------------------ | ----------------- | -------------- |
| Anelka 4' Jeremies 33' (öngól) | (2–0) Jegyzőkönyv |                |

| Santiago Bernabéu Stadium, Madrid Nézőszám: 95 000 Játékvezető: Anders Frisk (svéd) |

### 2. mérkőzések
| 2000. május 9. 20:45 |

| Bayern München        | 2–1               | Real Madrid |
| --------------------- | ----------------- | ----------- |
| Jancker 12' Élber 54' | (1–1) Jegyzőkönyv | Anelka 31'  |

| Olympiastadion, München Nézőszám: 60 000 Játékvezető: Graham Poll (angol) |

| 2000. május 10. 20:45 |

| FC Barcelona              | 2–1               | Valencia CF  |
| ------------------------- | ----------------- | ------------ |
| F. de Boer 78' Cocu 90+2' | (0–0) Jegyzőkönyv | Mendieta 69' |

| Camp Nou, Barcelona Nézőszám: 65 000 Játékvezető: Vítor Melo Pereira (portugál) |

## Döntő
| 2000. május 24. 20:45 (CEST) |

| Real Madrid                          | 3–0               | Valencia CF |
| ------------------------------------ | ----------------- | ----------- |
| Morientes 39' McManaman 67' Raúl 75' | (1–0) Jegyzőkönyv |             |

| Stade de France, Saint Denis Nézőszám: 78 759 Játékvezető: Stefano Braschi (olasz) |